# Joan Baptista Solervicens i Pollina
Joan Baptista Solervicens i Pollina (Barcelona, 28 de febrer de 1904 - 25 de desembre de 1961) va ser un escriptor, poeta i assagista català.

## Biografia

### Infància
Els seu pare fou Bernat Solervicens i Serra, nat a Manresa. Bernat, orfe de pare i mare, quedà sota la tutela dels seus avis materns a Sallent: Maria Escayola Vilarmau i Bernat Solervicens Casajoana, paraire de llana, important prestamista i significat cabaler del Mas Solervicens de Navarcles.
En morir els avis i encara menor d'edat, fou per poders que el cuidà la seva tieta Caterina Solervicens i Escayola, gran empresària i dona pionera en els teixits de cotó a les Fàbriques de filats i teixits de cotó Solervicens amb telers i botigues a Manresa, Sallent, Artés, Hospitalet i Barcelona.
Caterina enviudà amb dos fills menuts, en Joan i en Francesc Ferrer Solervicens, però adoptà en Bernat Solervicens com a fill i li donà estudis al Liceo Políglota de Barcelona, dirigit pel Dr. Nogués, i ofici de llibreter amb establiment i amb quiosc a les Rambles. Posteriorment convingué el seu matrimoni amb Magdalena Pollina i Batalla del barri de Gràcia, disposant la quantitat necessària per comprar la casa al carrer Bruniquer,23 on visqué la família Solervicens i Pollina: Els pares Bernat i Magdalena, i els fills Josep, Magdalena, Joan Baptista, Paola i Maria Assumpta que morí mol petita.
El fill gran de Caterina, l'enginyer industrial Joan Ferrer Solervicens, es preocupà com un pare de la formació d'en Joan Baptista que havia fet els primers estudis elementals als Escolapis del carrer Balmes. L'animà a estudiar medicina -el seu germà Francesc Ferrer Solervicens havia guanyat la càtedra de patologia mèdica a la Universitat de Barcelona-, posteriorment ciències físiques, filosofia i lletres, a més d'altres diversos treballs i responsabilitats a les fàbriques Solervicens. No acabà pas cap estudi superior, però aquests aspectes curiosos de la seva formació, poc coneguts, foren clau i li van ser de gran utilitat en la seva posterior tasca d'humanista, i irradiador cultural. Joan Ferrer, en veure que Joan Baptista no es decantava ni centrava en cap estudi i tampoc es presentava a bon nombre d'exàmens universitaris, preferia d'anar a competir a Jocs Florals o assistir a mítings polítics, comprengué la seva apassionada inclinació artística, periodística i política, i acordà amb l'oncle matern Moisès, d'utilitzar mancomunadament les seves influències empresarials i socials per a introduir-lo professionalment dins l'àmbit i cercle dels assistents de Francesc Cambó i Batlle.

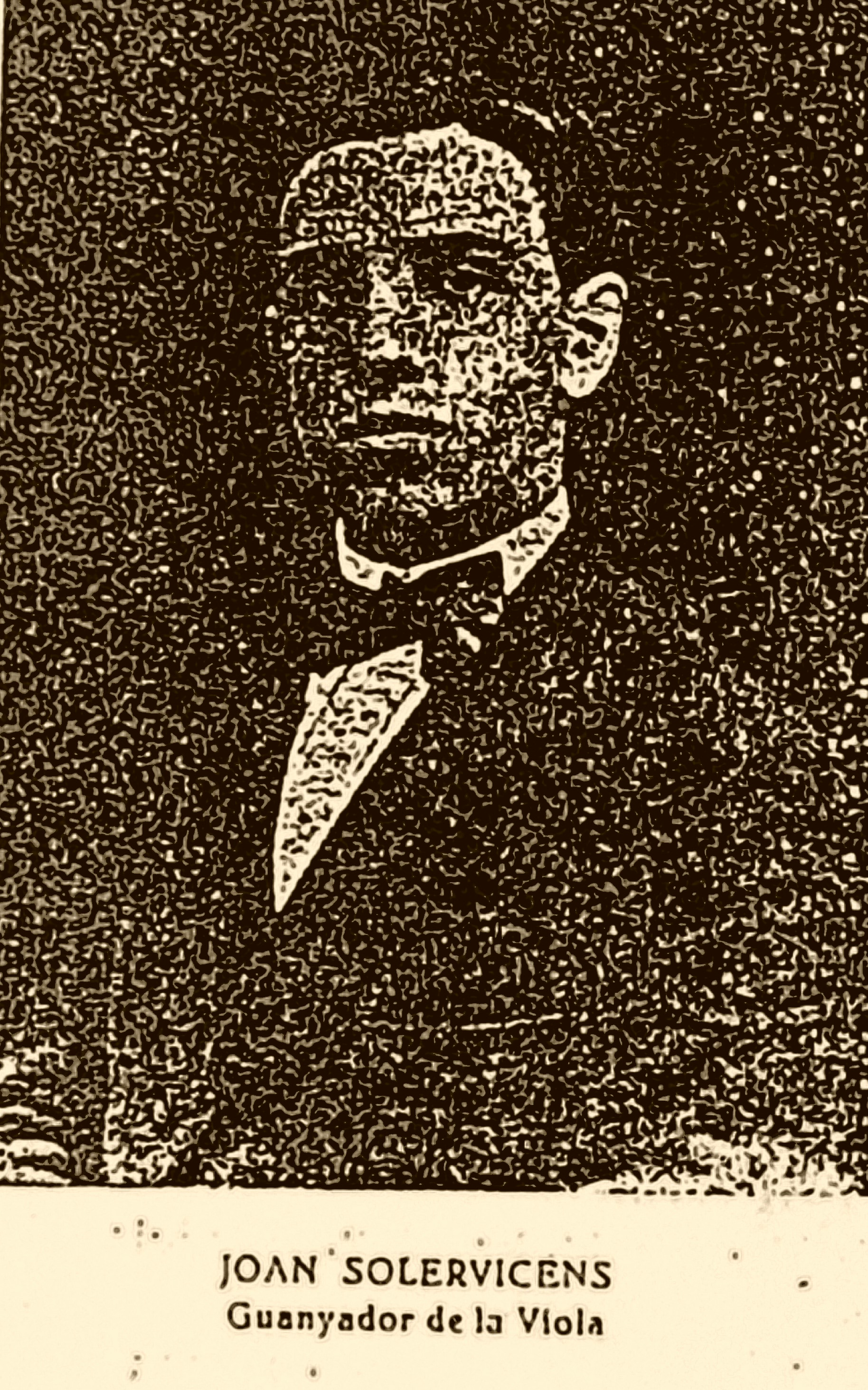

### Primers escrits
És el 19 de maig de 1923, té dinou anys i participa en els Jocs Florals de Mollerussa, organitzats per la revista Urgell-Segarra, Joan Baptista passa unes setmanes a la masia familiar Torre dels Frares, tot just restaurada, i a l'explotació agrària a Torreneral de Les Penelles, veïna al Castell del Remei, propietat de la família Girona Vilanova. Hi guanyà La Viola d'Or per la composició "Col·loqui en la vigília". Tota una remembrança a la religiositat sallentina de la vella padrina Maria Escayola que havia festejat d'adolescent amb un trempat veïnet al carrer del Cos, l'Anton Maria Claret. Les famílies els volien casar, però ell es va 'escapar' per ser sacerdot, bisbe i... sant! i, per descomptat, també el tendre record a una filla pubilla fent de fadrina, la Caterina. La que també havia estat mare adoptiva del seu orfe pare Bernat.
"Més la padrina no digué que si...
la noia comprengué una dolor nova:
la dolor del record
que té un perfil semblant al de la mort.
I sonà el bes d'anar al llit.
La pubilla sortí a la balconada;
hi había en la tenebra de la nit,
una immensa florida d'estelada." 
(fragment)
La Flor Natural d'aquests Jocs de Mollerussa, la guanyà un inseparable amic de per vida i company de trifulgues floralesques i polítiques, en Octavi Saltor. L'Englantina, se l'endugué un granat membre de l'escola mallorquina nat a Campanet, en mossèn Llorenç Riber. Mestre en Gai Saber que tots dos adoraven.

### Periodista i escriptor
Sempre a l'escalf dels Lluïsos de Gràcia durant més de quaranta anys, rebé també la influència del pare Francesc de Paula Vallet. En els seus lleures, festes amicals i familiars, tocava el violí com un virtuós i tenia una deliciosa veu de baix, tant en el cant com en la recitació passional i eufònica que feia excel·lir qualsevol vers. Fou un dels fundadors de La Veu Gracienca formant després part de l'equip que fundà el diari El Matí. També va ser redactor de La Veu de Catalunya.
Amb sou estable de redactor, el 15 de febrer de 1934 Joan Baptista es casà amb Pepita Llorca i Albinyana. S'establiren al Pla de Palau,11 que ben sovint acollí a la seva taula, com si es tractés d'un domèstic aplec floralesc a la plaça de la Llana el seu petit "tros d'Europa" en deia, ben diversos personatges del món cultural, artístic i literari català. Tingueren dues filles, Josefina i Magdalena.

### Exili
El 7 de març de 1936, Bernat Solervicens, atabalat en veure perillar greument la vida del seu fill, envià una carta a Joan Ferrer demanant-li que vetllés especialment per la seguretat d'en Joan Baptista i el dotés econòmicament per tal d'afrontar el probable exili, considerant la situació política i civil que vivia Barcelona. Fou Ferrer un dels empresaris que col·laborà per aconseguir embarcar el 20 d'agost al port de Barcelona bon nombre de perseguits en un vaixell cap al port de Gènova.
Enmig el perill de les 'patrulles de control' Solervicens degué recordar llavors uns versos extraordinàriament familiars.
"Esclata la mort de tes vies rialleres
en el aire suau:
esclata impensada, insegura i traïdora
com altra riallada escarnidora...
Riallades de sang!
El fang dels teus carrers, oh Barcelona!
es pastat amb sang."
L'exili de Solervicens durant la Guerra Civil Espanyola es exactament relatat a "Retrats de passaport" per Josep Pla i a "Semblances contra l'Oblit" Albert Manent.
Durant la seva estada a Itàlia, va donar suport al cop d'estat del 1936 del general Franco. Treballà com a redactor de la radio franquista La Veritat, que emitia des de Italia, en català i castellà, a partir de febrer de 1937.

### Activitat literària
Assessor de l'editorial Alpha i de la Fundació Bernat Metge, esmenà a fons algunes obres en vers fonamentals, ajudà a confegir i titular "Aurea Dicta" paraules de l'antiga saviesa. Mai fins llavors havia aparegut en català un aplec tan voluminós i estructurat de textos antics grecs i llatins, ordenat amb un propòsit indexat i normatiu.
D'aquest llarg esforç d'acurada revisió de Solervicens n'és resum i paradigmàtic exemple la Divina Comèdia de Dante Alighieri traduïda al català per Josep Maria de Sagarra.
Corregí les memòries i les inèdites Meditacions per voluntat expressa de Francesc Cambó tot treballant al seu despatx com a secretari polític.
Humanista, conversador i conseller d'escriptors, publicà la cronologia de Joan Maragall (1935), els idearis de Jaume Balmes i Antonio Cánovas del Castillo, l'antologia La actitud tradicional en Cataluña -Torras i Bages, Maragall i Cambó- (1961) i Manuel Durán y Bas (1965), i també Poesies (1962), un recull de nadales, eucarístiques i poemes.
Segons comentari verbal del col·leccionista Frederic Marès fet al redactor d'aquest apuntament durant una visita en el Museu de Pintura Romàntica de Madrid i posteriorment recordat per escrit a les seves memòries:
| « | Solervicens sabia de tot, la seva memòria era inaplacable i amiga. D'entre nosaltres només ell podia pensar d'aconseguir en oposició a Madrid aquella plaça vacant de catedrátic al Conservatori de les Arts del Llibre i el fomut del cas és que ell no hi pensava mai, quasi que el vam haver d'obligar a presentar-s'hi. Davant del tribunal ho va fer amb tan humil i genial autoritat que se'n va parlar dies d'allò. | » |

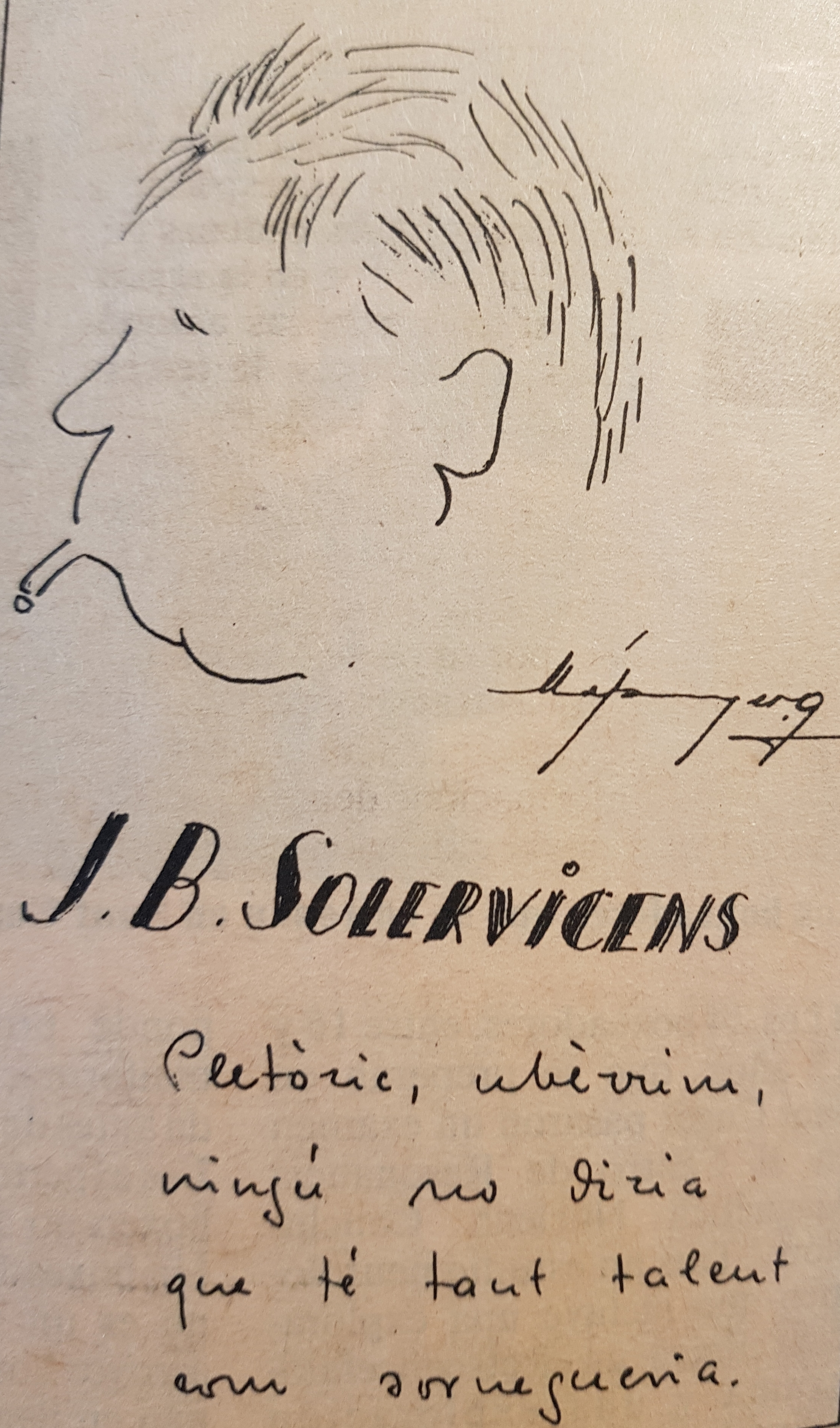
Poema i caricatura de Gimeno-Navarro

J.Bta.Solervicens ocupà al Conservatori la plaça que per defunció havia lliurat l'insigne folklorista, col·leccionista i bibliòfil, Joan Amades.